# Héctor Illueca
Héctor Illueca Ballester, né le 8 août 1975 à Valence, est un inspecteur du travail, universitaire et homme politique espagnol membre de Podemos.

## Biographie

### Origines
Héctor Illueca naît le 8 août 1975 à Valence au sein d'une famille ancrée à gauche et marquée par la guerre civile et la dictature franquiste. Le frère de son grand-père gît dans une fosse commune à Paterna, non loin du grand-père de Pablo Iglesias.

### Études et profession
Héctor Illueca suit des études de droit à l'université de Valence où il obtient une licence en 1998. Il y réalise ensuite son doctorat en soutenant une thèse portant sur la « décentralisation productive et la prévention des risques du travail dans les travaux de construction ». Après avoir obtenu son concours en 2004, il devient inspecteur du travail et de la sécurité sociale avec affectation à Gérone en Catalogne. Il obtient un poste à Castelló de la Plana dans la Communauté valencienne en 2009. Il est sympathisant de l'Union progressiste des inspecteurs du travail (UPIT). Il enseigne également le droit du travail à l'université de Valence.
Dans les années 1990, il milite au sein des Jeunesses communistes puis au sein de la Gauche unie du Pays valencien (EUPV). Lors de ses études, il est membre du Bloc d'Estudiants Agermanats (es) (BEA). Il y fait la rencontre de Mónica Oltra et de Rosa Pérez Garijo.

### Collaboration avec Podemos puis député
En 2012, il se rapproche du Front civique « Somos Mayoría » (FCSM) fondé par Julio Anguita, dirigeant historique du Parti communiste d'Espagne (PCE) et coordonnateur général d'Izquierda Unida qu'il qualifie de « maître et de référent politique ». Il prend alors contact avec Pablo Iglesias et Juan Carlos Monedero. Il en devient président du bureau national. Il est invité au programme La Tuerka — présenté par Iglesias — en 2017 et se montre très critique envers le président socialiste du conseil de la Généralité valencienne Ximo Puig qu'il accuse de faire partie de la « trama » ; un qualificatif utilisé par Podemos pour critiquer le système bipartite en place en Espagne depuis la Transition démocratique.
En sa qualité d'expert, il collabore sous la XIIe législature avec le groupe confédéral d'Unidos Podemos-En Comú Podem-En Marea sur des thèmes sociaux et participe notamment à la rédaction de trois propositions de lois relatives à la réforme des pensions de retraite, à l'égalité salariale entre les femmes et les hommes et à la lutte contre la précarité et pour la stabilité de l'emploi.
Lors des élections internes de mai 2017, Pablo Iglesias souhaite développer la présence d'Héctor Illueca au sein de la direction de Podemos dans la Communauté valencienne,. Ce dernier intègre alors la liste au Conseil citoyen conduite par la sénatrice Pilar Lima en deuxième position et qui soutient le projet politique du secrétaire général national de Podemos, Pablo Iglesias. Cette liste fait face à celles d'Antonio Estañ et de Fabiola Meco, favorable aux vues d'Íñigo Errejón. Illueca est ainsi notamment chargé de présenter le programme politique et organisationnel de la candidature Obrint Podem. Le 22 mai, Antonio Estañ est proclamé secrétaire général et forme une direction qui intègre des membres des trois listes concurrentes en juillet suivant mais de laquelle Illueca reste en retrait.
Lors des élections générales du 28 avril 2019, il concourt comme tête de liste d'Unidas Podemos dans la circonscription de Valence. Il critique le refus exprimé par Compromís de maintenir la coalition électorale avec Podemos qui avait permis à ces deux formations de dépasser le Parti socialiste ouvrier espagnol (PSOE) dans la Communauté valencienne. Avec 211 527 voix et 14,52 % des suffrages, sa liste remporte deux des 15 sièges en jeu. Élu au Congrès des députés, il est choisi pour présider la commission du Travail, des Migrations et de la Sécurité sociale et comme premier vice-président de la commission du suivi et de l'évaluation des accords du pacte de Tolède en matière de pensions de retraite. Il est également porte-parole de son groupe à la commission de la Politique territoriale et de la Fonction publique. Il est réélu lors du scrutin législatif anticipé du 10 novembre suivant.

### Directeur de l'Inspection du travail

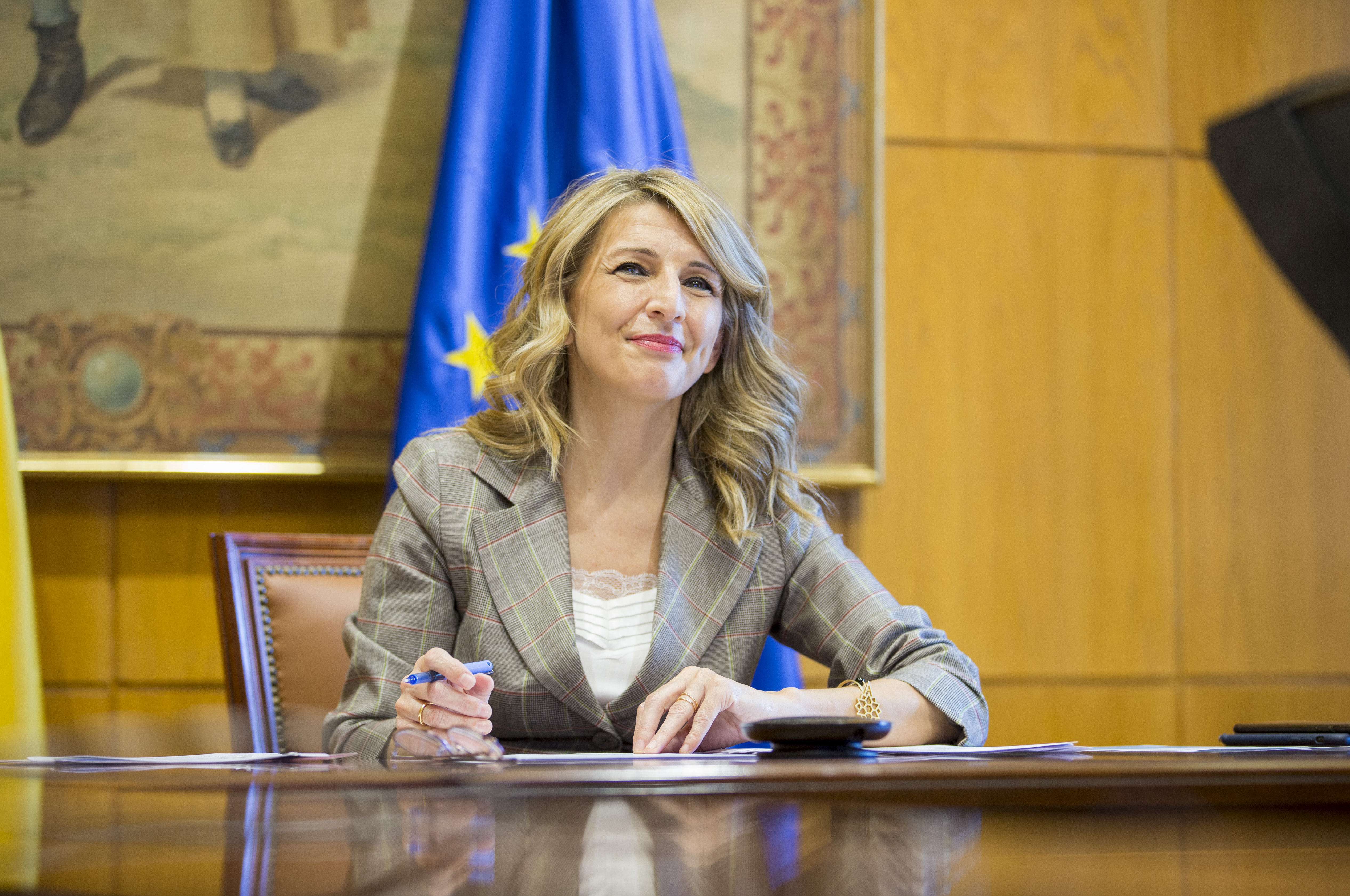
La ministre du Travail Yolanda Díaz nomme Héctor Illueca directeur de l'Inspection du travail d'Espagne en janvier 2020.

Après la formation du gouvernement de coalition entre le PSOE et Unidas Podemos, la députée galicienne et membre d'Izquierda Unida Yolanda Díaz est nommée ministre du Travail et de l'Économie sociale ; un portefeuille d'où sont dégagées les compétences en matière de sécurité sociale qui reviennent au ministère de l'Inclusion, de la Sécurité sociale et des Migrations dirigé par José Luis Escrivá. Après le rattachement de la direction de l'organisme autonome de l'Inspection du travail et de la sécurité sociale au ministère du Travail et de l'Économie sociale, Díaz propose la nomination d'Héctor Illueca à ce poste,. Il entre en fonctions le 22 janvier 2020 après que sa désignation a été confirmée en conseil des ministres. Il démissionne de son mandat parlementaire qui échoit à Rosa Medel.
Conformément au programme de coalition convenu entre le PSOE et Unidas Podemos, il est chargé de surveiller et exiger le respect de la réglementation du travail, notamment en matière de temps de travail et de travail non déclaré. Son mandat doit aussi être l'occasion de créer un bureau national de lutte contre la discrimination au sein de l'inspection du travail,. Il déclare aussi que « l'Inspection a vécu 30 ans de coupes budgétaires, non seulement en matière budgétaire ou d'effectifs, mais aussi en matière de compétences » ; ce pourquoi il défend une augmentation du pouvoir de sanction des inspecteurs du travail, notamment dans le cadre du contrôle administratif des procédures de licenciement collectif. Il souligne également la participation de l'Inspection du travail dans l'identification des situations ayant abouti à l'adoption de la « loi Rider » qui permet de mieux protéger les travailleurs des plateformes numériques de distribution alimentaire. Parallèlement, il devient responsable de l'Emploi de la commission exécutive de Podemos, issue du 3e congrès de la formation en juin 2020.

### Vice-président du gouvernement valencien

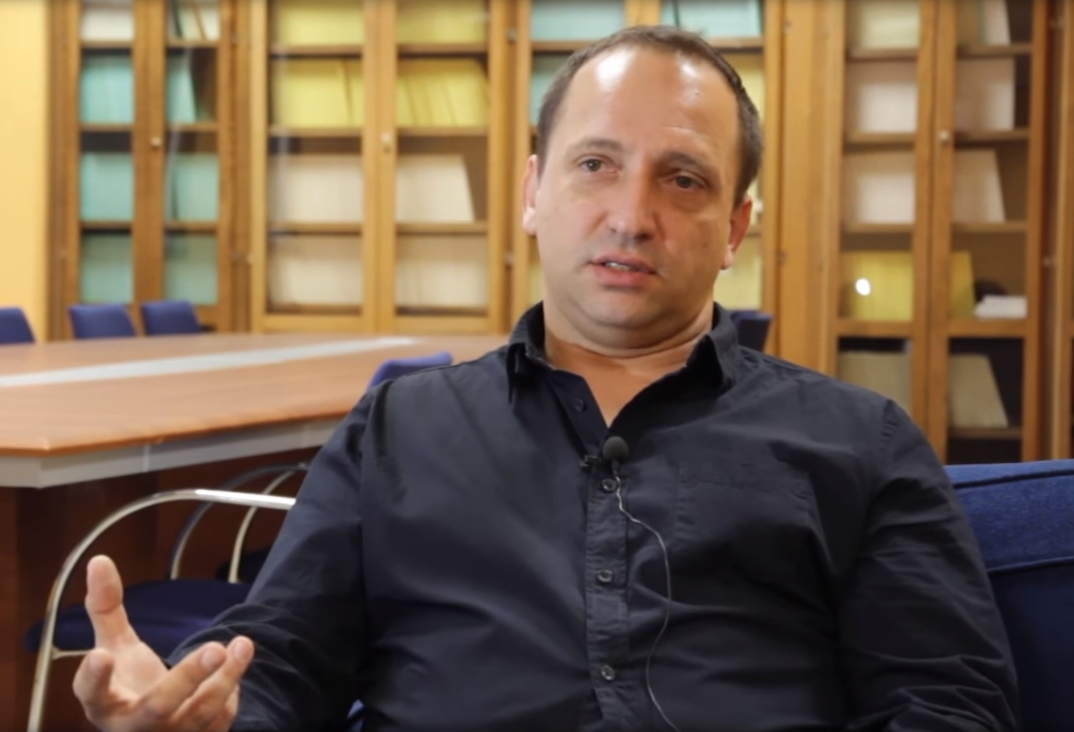
Après plusieurs crises internes à Podemos, Rubén Martínez Dalmau demande à Héctor Illueca de le remplacer au gouvernement valencien.

Alors qu'il est en rupture avec la direction de Podemos dans la Communauté valencienne — incarnée depuis juin 2020 par Pilar Lima, en crise continue et minoritaire au sein du groupe parlementaire — depuis de nombreux mois et après avoir mis sa démission en jeu à plusieurs reprises, le chef de file électoral de Podemos lors des élections valenciennes du 28 avril 2019 et second-vice président et conseiller au Logement et à l'Architecture bioclimatique du gouvernement de coalition entre le PSPV-PSOE, Compromís et Podemos, Rubén Martínez Dalmau, annonce en août 2021 sa prochaine démission. Dalmau appelle lui-même Héctor Illueca à lui succéder,,. Illueca obtient alors l'appui de 80 % des membres du Conseil citoyen de Podemos.
Alors que le PSPV-PSOE et Compromís qualifient cette situation de « spectacle lamentable », les trois partis appellent à sauver le « pacte du Jardin botanique » afin d'éviter que le Parti populaire de la Communauté valencienne (PPCV) et Vox ne prennent le pouvoir à l'occasion des prochaines élections,. Le président de la Généralité Ximo Puig écarte ensuite la possibilité de procéder à un remaniement plus large en indiquant que « les conditions sont les mêmes, ma volonté et je crois que celle de Compromís aussi, est de maintenir cette équipe la plus soudée possible en pensant à l'intérêt général des citoyens »,.
Illueca est officiellement relevé de ses fonctions nationales le 9 septembre — il est remplacé par l'inspectrice du travail et membre de Podemos Carmen Collado Rosique — puis nommé au gouvernement valencien le lendemain,. Dans le discours qu'il prononce à l'occasion de son entrée en fonction, il définit la politique du logement comme sa priorité afin de « garantir le droit au logement des citoyens », notamment en mobilisant les logements vides et en les louant à un prix abordable, en évitant les expulsions et en mettant en œuvre des loyers solidaires. Il indique également militer en faveur d'un encadrement du prix des loyers au niveau national ; la Communauté valencienne n'étant pas compétente dans ce domaine. En matière d'architecture bioclimatique, Illueca souhaite un changement de modèle productif, notamment par l'introduction de « critères de durabilité dans le secteur de la construction », important dans la communauté autonome. Il soutient le président Ximo Puig dans sa revendication d'un nouveau système de financement des communautés autonomes en pointant le manque de ressources de la Communauté valencienne. Ses nouvelles fonctions le placent comme très potentiel candidat du parti lors des prochaines élections au Parlement valencien.
En effet, il indique, le 5 octobre 2022, être candidat aux primaire de Podemos pour les élections régionales du 28 mai suivant, recevant aussitôt le soutien de Pilar Lima. N'ayant aucun concurrent, il remporte le scrutin interne du 4 novembre 2022 avec plus de 3 200 voix, soit près de 50 % de plus que son prédécesseur lors des élections de 2019. Son parti n'obtient toutefois aucun siège lors des élections du 28 mai 2023.